# Me and My Guitar
"Me and My Guitar" er en sang af den belgiske singer-songwriter, Tom Dice, fra hans debutalbum Teardrops.

## Eurovision Song Contest 2010
Sangen repræsenterede Belgien i Eurovision Song Contest 2010. Sangen blev stemt videre fra første semifinale, og kom i finalen på en sjette plads med 143 point.
Sangen er et stille nummer, hvor Tom Dice synger om hans drømme. Uanset hvad andre siger, vil han høre sine sange blive spillet og opnå anerkendelse. Hans ønske er derfor, at hans musik vil blive husket. Han har og vil ikke have andet end sig selv og sin guitar.
| Musik | Spire Denne musikartikel er en spire som bør udbygges. Du er velkommen til at hjælpe Wikipedia ved at udvide den. |